# Octobre 1868

## Événements
- Espagne : arrivée à Barcelone de Giuseppe Fanelli, qui introduit les idées de Bakounine.

- 1er octobre : Chulalongkorn succède à son père Mongkut (Rama IV) sur le trône du Siam (Thaïlande) sous le nom de Rama V. Il poursuit les efforts de modernisation de son père et parvient à conserver l’indépendance du pays au prix de lourdes concessions territoriales. Il réforme la justice, crée des chemins de fer, des postes et télégraphes et abolit l’esclavage en 1905.

- 3 octobre : début de la régence du général Serrano en Espagne (fin en 1870). Juan Prim est nommé chef du gouvernement, et les Cortes, après avoir dissout les juntes révolutionnaires, tentent d’instaurer une monarchie constitutionnelle à l’anglaise.

- 8 octobre : la Grèce adhère à l’Union monétaire latine créée en 1865. Elle rejoint la France, l’Italie, la Suisse et la Belgique.

- 10 octobre : début de la première guerre d'indépendance à Cuba. Un soulèvement d’esclaves se transforme en révolte nationaliste (fin en 1878). Proclamation de la République cubaine dans la province d'Oriente.

- 12 octobre : Domingo Sarmiento est élu président en Argentine (fin en 1874).

- 15 octobre, France : ouverture au trafic du chemin de fer du Mont-Cenis dans les Alpes.

- 19 octobre : Mgr Lavigerie, archevêque d'Alger, fonde les Missionnaires d'Afrique (les « Pères blancs »).

- 23 octobre : début officiel de l'Ère Meiji au Japon.

## Naissances
- 8 octobre : Jacques Ourtal, peintre français († 23 septembre 1962).
- 19 octobre : Émile Gigleux, poète français († 3 janvier 1902).
- 24 octobre : Alexandra David-Néel, exploratrice française († 1969).

## Décès
- 17 octobre : 
  - Laura Secord, héroïne de la Guerre de 1812.
  - Antoinette Béfort, artiste-peintre française (° 8 août 1788)
- 23 octobre : Louis Désiré Joseph Delemer (né en 1814), peintre et graveur français.
- 27 octobre : Alexandre Florian Joseph Colonna Walewski (58 ans), fils naturel de Napoléon Ier, homme d'État français et comte d'Empire, à Strasbourg.